# Ivan IV của Nga
Ivan IV Vasilyevich (25 tháng 8 năm 1530 – 28 tháng 3 [lịch cũ 18 tháng 3] năm 1584), thường được biết tới với cái tên Ivan Grozny, là đại thân vương Moskva giai đoạn 1533–1547 và vị quân chủ đầu tiên chính thức xưng danh Sa hoàng vào năm 1547. Trong thời gian cầm quyền, Ivan đã chinh phục các hãn quốc Tartar và Sibir, mở rộng bờ cõi thân vương quốc Moskva thành một đế quốc đa sắc tộc và đa tôn giáo.

## Thân thế và thiếu thời
Ivan IV Vasilyevich sinh ngày 25 tháng 8 năm 1530 tại Moskva. Ông là con trai đầu lòng của đại thân vương Vasily III của triều Ryurik và vương hậu Elena Glinskaya. Trước đó, Vasily đã thuyết phục người vợ đầu của mình – Solomoniya Saburova, vì bà không sinh được con cho ông – đi tu để lách luật cấm ly hôn của Giáo hội Chính thống giáo và cưới Elena Glinskaya. Ngoài nhan sắc yêu kiều, Vasily chọn Glinskaya làm vợ vì gia tộc bà bề thế, mang dòng máu Tartar nhưng từng phụng sự thân vương quốc Litva vào thế kỷ 15 và về sau lựa chọn liên minh với Muscovy.
Tháng 12 năm 1533, Vasily III băng hà sau một chuyến đi săn.

#### Sách chuyên khảo
- Berry, Lloyd E.; Crummey, Robert O. (2012) [1968]. Rude and Barbarous Kingdom: Russia in the Accounts of Sixteenth-Century English Voyagers [Vương quốc man di mọi rợ: Nước Nga trong trình thuật của các nhà hàng hải Anh thế kỷ thứ 16]. Hoa Kỳ: Nhà xuất bản Đại học Winconsin. ISBN 9780299047634.
- de Madariaga, Isabel (2006). Ivan the Terrible [Ivan Hung đế]. Hoa Kỳ: Nhà xuất bản Đại học Yale. ISBN 9780300119732.
- Filjushkin, Alexander (2008). Ivan the Terrible: A Military History [Ivan Hung đế: Một lịch sử quân sự]. Hoa Kỳ: Frontline Books. ISBN 9781848325043.
- Halperin, Charles J. (2021). Ivan the Terrible in Russian Historical Memory Since 1991 [Ivan Hung đế trong ký ức lịch sử Nga từ năm 1991]. Hoa Kỳ: Academic Studies Press. ISBN 9781644695890.
- Halperin, Charles J. (2019). Ivan the Terrible: Free to Reward and Free to Punish [Ivan Hung đế: Tự do bổng phạt]. Hoa Kỳ: Nhà xuất bản Đại học Pittsburgh. ISBN 9780822987222.
- Martin, Russell (2012). A Bride for the Tsar: Bride-Shows and Marriage Politics in Early Modern Russia [Một cô dâu cho Sa hoàng: Xem dâu và chính trị hôn phối ở nước Nga cận đại]. Hoa Kỳ: Nhà xuất bản Đại học Cornell. ISBN 9781501756658.
- Pavlov, Andrei; Perrie, Maureen (2014). Ivan the Terrible [Ivan Hung đế]. London và New York: Taylor & Francis. ISBN 9781317894674.
- Payne, Robert; Romanoff, Nikita (2002). Ivan the Terrible [Ivan Hung đế]. Hoa Kỳ: Cooper Square Press. ISBN 978-1461-66108-5.
- Perrie, Maureen (2002). The Image of Ivan the Terrible in Russian Folklore [Hình tượng Ivan Hung đế trong văn hóa dân gian Nga]. Hoa Kỳ: Nhà xuất bản Đại học Cambridge. ISBN 9780521891004.
- Perrie, Maureen (2001). The Cult of Ivan the Terrible in Stalin's Russia [Tục sùng bái Ivan Hung đế ở nước Nga của Stalin]. Anh: Palgrave Macmillan UK. ISBN 9781403919694.
- Pouncy, Carolyn J. (1994). The "Domostroi": Rules for Russian Households in the Time of Ivan the Terrible [Domostroi: Luật tục trong nhà của người Nga dưới đời Ivan Hung đế]. Ithaca và London: Nhà xuất bản Đại học Cornell. ISBN 9780801496899.
- Skrynnikov, Ruslan G. (2015). Reign of Terror: Ivan IV [Triều đại hung tàn: Ivan IV]. Hà Lan: Brill. ISBN 9789004304017.
- Waliszewski, Kazimierz (1904). Ivan the Terrible [Ivan Hung đế]. Lady Mary Loyd biên dịch. Philadelphia: J. B. Lippincott & Co.
- Zimin, Aleksandr A.; Khoroshkevich, Anna L. (1982). Россия времени Ивана Грозного [Nước Nga thời Ivan Hung đế] (bằng tiếng Nga). Moskva: Nauka.

#### Tập san
- Keenan, Edward L. (2006). "How Ivan Became 'Terrible'" [Ivan trở thành "Hung đế" như thế nào]. Harvard Ukrainian Studies. Quyển 28 số 1–4. tr. 521–542. ISSN 0363-5570. JSTOR 41036979.